# OSGEP
OSGEP (англ. O-sialoglycoprotein endopeptidase) – білок, який кодується однойменним геном, розташованим у людей на короткому плечі 14-ї хромосоми. Довжина поліпептидного ланцюга білка становить 335 амінокислот, а молекулярна маса — 36 427.
| 10         |  | 20         |  | 30         |  | 40         |  | 50         |
| ---------- |  | ---------- |  | ---------- |  | ---------- |  | ---------- |
| MPAVLGFEGS |  | ANKIGVGVVR |  | DGKVLANPRR |  | TYVTPPGTGF |  | LPGDTARHHR |
| AVILDLLQEA |  | LTESGLTSQD |  | IDCIAYTKGP |  | GMGAPLVSVA |  | VVARTVAQLW |
| NKPLVGVNHC |  | IGHIEMGRLI |  | TGATSPTVLY |  | VSGGNTQVIA |  | YSEHRYRIFG |
| ETIDIAVGNC |  | LDRFARVLKI |  | SNDPSPGYNI |  | EQMAKRGKKL |  | VELPYTVKGM |
| DVSFSGILSF |  | IEDVAHRMLA |  | TGECTPEDLC |  | FSLQETVFAM |  | LVEITERAMA |
| HCGSQEALIV |  | GGVGCNVRLQ |  | EMMATMCQER |  | GARLFATDER |  | FCIDNGAMIA |
| QAGWEMFRAG |  | HRTPLSDSGV |  | TQRYRTDEVE |  | VTWRD      |  |            |

A: Аланін

C: Цистеїн

D: Аспарагінова кислота

E: Глутамінова кислота

F: Фенілаланін

G: Гліцин

H: Гістидин

I: Ізолейцин

K: Лізин

L: Лейцин

M: Метіонін

N: Аспарагін

P: Пролін

Q: Глутамін

R: Аргінін

S: Серин

T: Треонін

V: Валін

W: Триптофан

Кодований геном білок за функціями належить до трансфераз, ацилтрансфераз. 
Задіяний у такому біологічному процесі, як процесинг тРНК. 
Білок має сайт для зв'язування з іонами металів. 
Локалізований у цитоплазмі, ядрі.